# Władysław Filipkowski
Władysław Jakub Filipkowski, poljski general, * 1892, † 1950.
Leta 1994 je bil posmrtno povišan v brigadnega generala.